# Villogorgia fallax
Villogorgia fallax is een zachte koraalsoort uit de familie Plexauridae. De koraalsoort komt uit het geslacht Villogorgia. Villogorgia fallax werd voor het eerst wetenschappelijk beschreven door Kükenthal. 